# École Hoshuko Montréal

Logo de l'école Hoshuko.

L'école Hoshuko Montréal (モントリオール日本語補習校, Montoriōru Nihongo Hoshū Jugyō Kō) est une école japonaise complémentaire située à Montréal, au Québec.

## Histoire
L'école japonaise complémentaire Hoshuko est créée en 1972, à Montréal, au Québec, en réponse à une demande induite par l'afflux de Japonais expatriés au Canada. Une partie des parents d'origine japonaise était soucieuse de maintenir pour leurs enfants une éducation typiquement japonaise, une autre souhaitait favoriser l'intégration locale de leurs enfants. En 1989, cette école privée atteint son maximum de fréquentation, avec un total de 95 élèves,.

## Présentation
Depuis sa création, l'école complémentaire est gérée par la Japanese Association of Commerce and Industry. Son programme d'enseignement est destiné aux Nippo-Canadiens (en) et aux ressortissants japonais.